# 澳門特別行政區司法機關

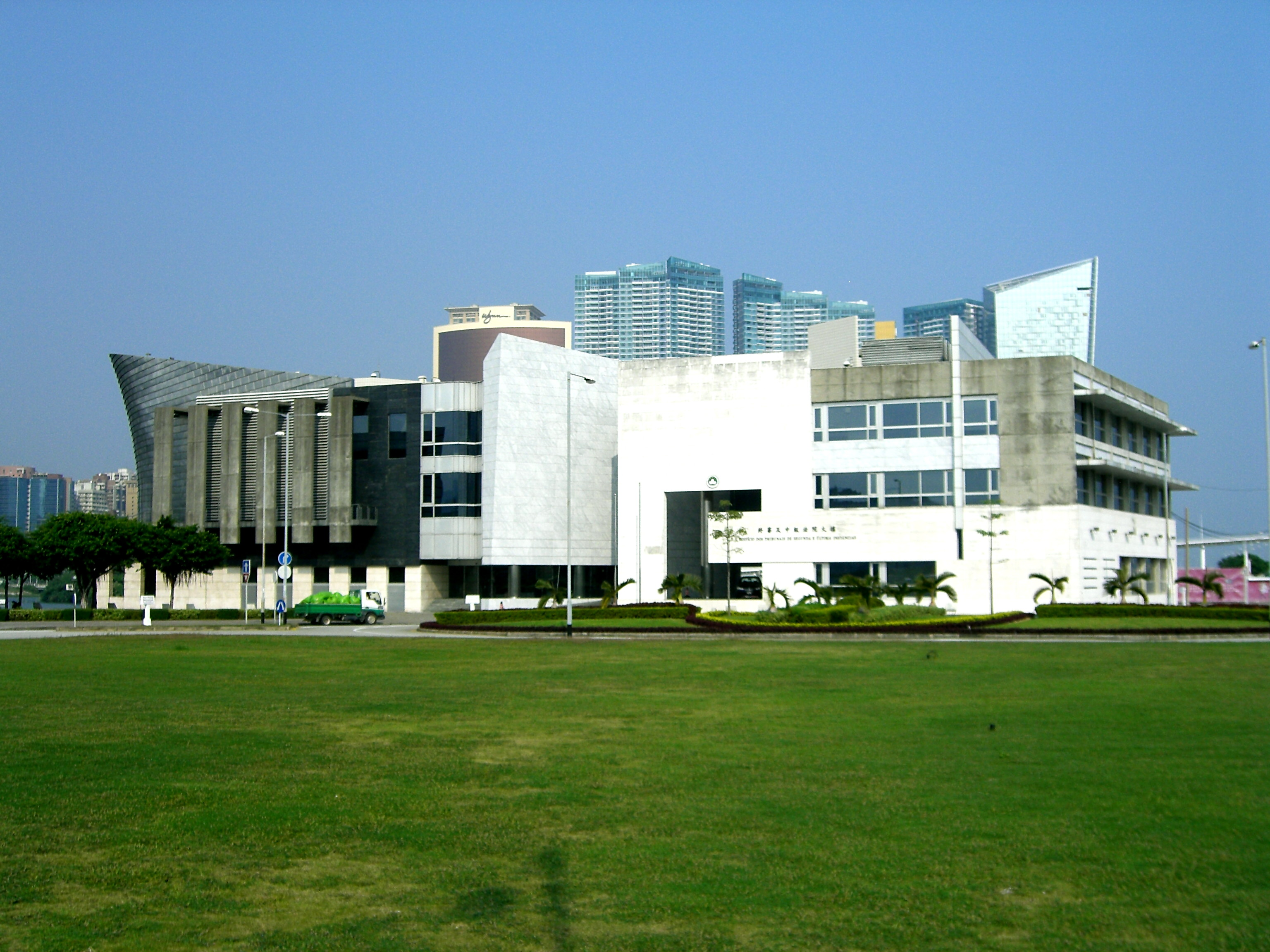
終審及中級法院大樓

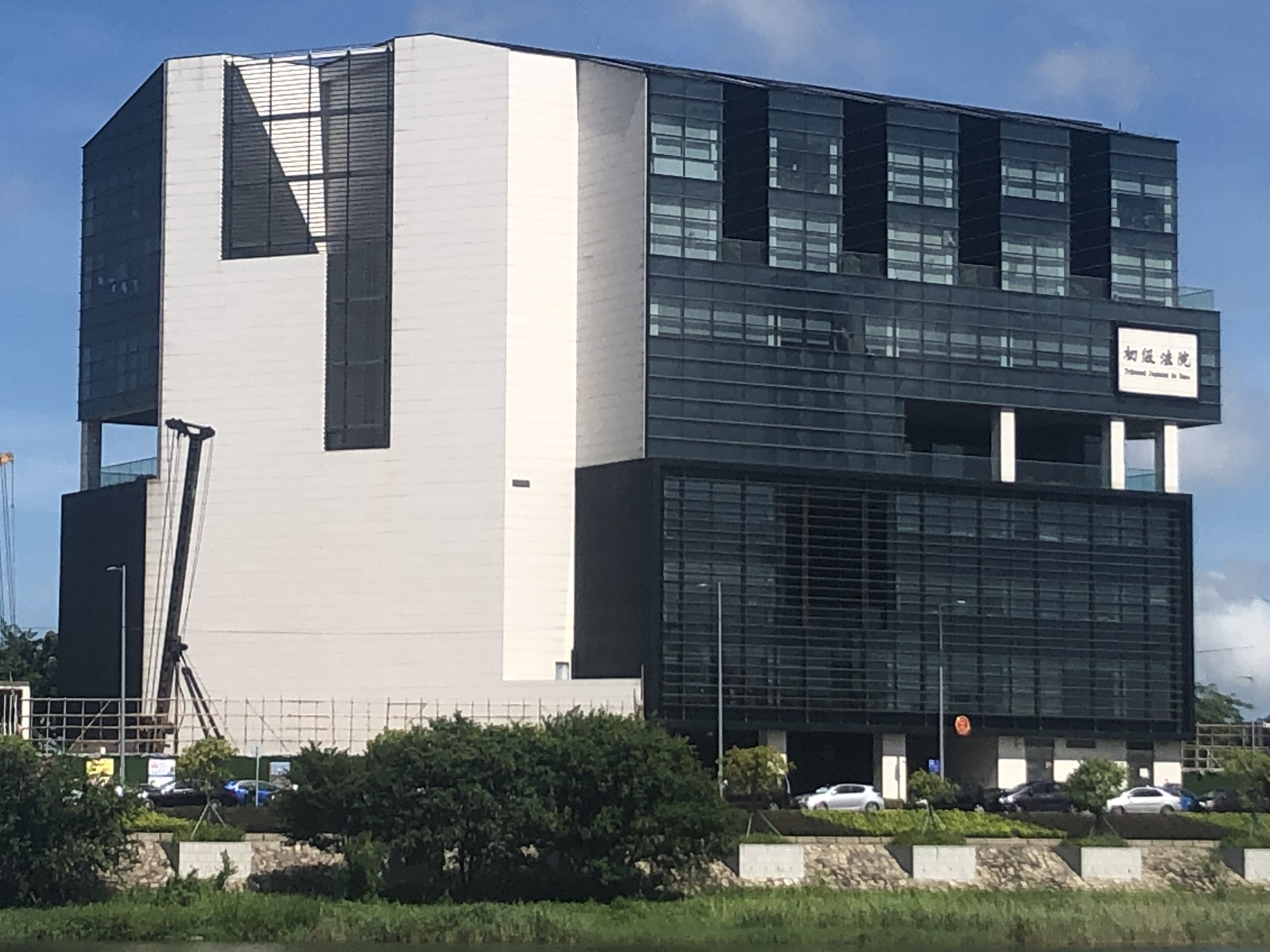
初級法院刑事大樓

澳門特別行政區司法機關是由澳門特別行政區基本法第四章第四節條文所約束及規範，並且基本法規定司法機關由兩部分組成，分別為法院和檢察院。法院行使審判權，而檢察院則獨立行使法律賦予的檢察職能，並且不受任何干涉。

## 法院與法官
各級法院的法官是根據由法官、律師和其他知名人士組成的獨立委員會推選，再由澳門行政長官任命。選用法官以其專業資格為標準，符合標準的外籍法官也可以聘用。目前有數名資深葡萄牙人法官在各級法院工作。各級法院院長由行政長官從法官中選出。
法院為三院三審制，分別為第一審法院、中級法院和終審法院。首長為終審法院院長，由無外國居留權的中國籍澳門永久性居民擔任。現時由宋敏莉擔任。

### 第一審法院
第一审法院由初级法院和行政法院组成。
- 初級法院
現今初級法院設有三個民事法庭及五個刑事法庭，另外還設有輕微民事案件法庭及刑事起訴法庭（澳門繼續保留原刑事起訴法庭的制度）[1]。澳門司法組織綱要法規定，將來可根據需要，設勞動法庭和家庭及未成年人法庭，或其他若干專門法庭。
  - 民事法庭（现有4个）
  - 刑事起訴法庭（现有2个）
  - 輕微民事案件法庭（现有1个）
  - 刑事法庭（现有5个）
  - 勞動法庭（现有1个）
  - 家庭及未成年人法庭（现有1个）
- 行政法院
  - 澳門特別行政區設立的行政法院是管轄行政訴訟和稅務訴訟的法院

### 中級法院
- 審判對第一審法院判決不服的上訴
- 作為第一審法院審判對若干行政官員的訴訟

### 終審法院
- 最高級的審判機關
- 審理各部門首長有關刑事案件

## 檢察院與檢察官
澳门特别行政区检察院是行使檢察職能的司法機關，職責是在法庭上代表澳門特別行政區政府。首長為檢察長，現任檢察長為陳子勁。
澳门檢察院為一院三級建制，分別為檢察官、助理檢察長及檢察長三級，對應法院的三級建制。檢察院獨立行使法律賦予的檢察職能，跟法院一樣，不受任何干涉。
檢察長由無外國居留權的中國籍澳門永久性居民擔任，行政長官提名，报请中華人民共和國國務院任命。檢察官由檢察長提名，行政長官任命。
檢察院的組織、職權和運作由法律規定。澳門檢察院則採取單一組織架構，由三個級別的檢察官分別派駐終審法院、中級法院、初級法院和行政法院，代表檢察院履行職責；澳門檢察院分別在終審法院、中級法院、初級法院、行政法院、初級法院刑事起訴法庭設立相應的辦事處。三名資深葡人檢察官現時受聘於檢察院，其中一人擔任助理檢察長。

### 歷任檢察長
1. 何超明（1999年12月20日—2014年12月19日）
2. 葉迅生（2014年12月20日—2024年12月19日）
3. 陳子勁（2024年12月20日—現任）

## 澳門移交後的主要改變
《第1/1999號法律》（通過《回歸法》）附件四第三款規定，任何“澳門法區法院”、“普通管轄法院”、“平政院”、“高等法院”及“檢察官公署”等名稱或詞句，應相應地解釋為澳門特別行政區法院、初級法院、行政法院、中級法院及檢察院。